# AfriCat-Stiftung

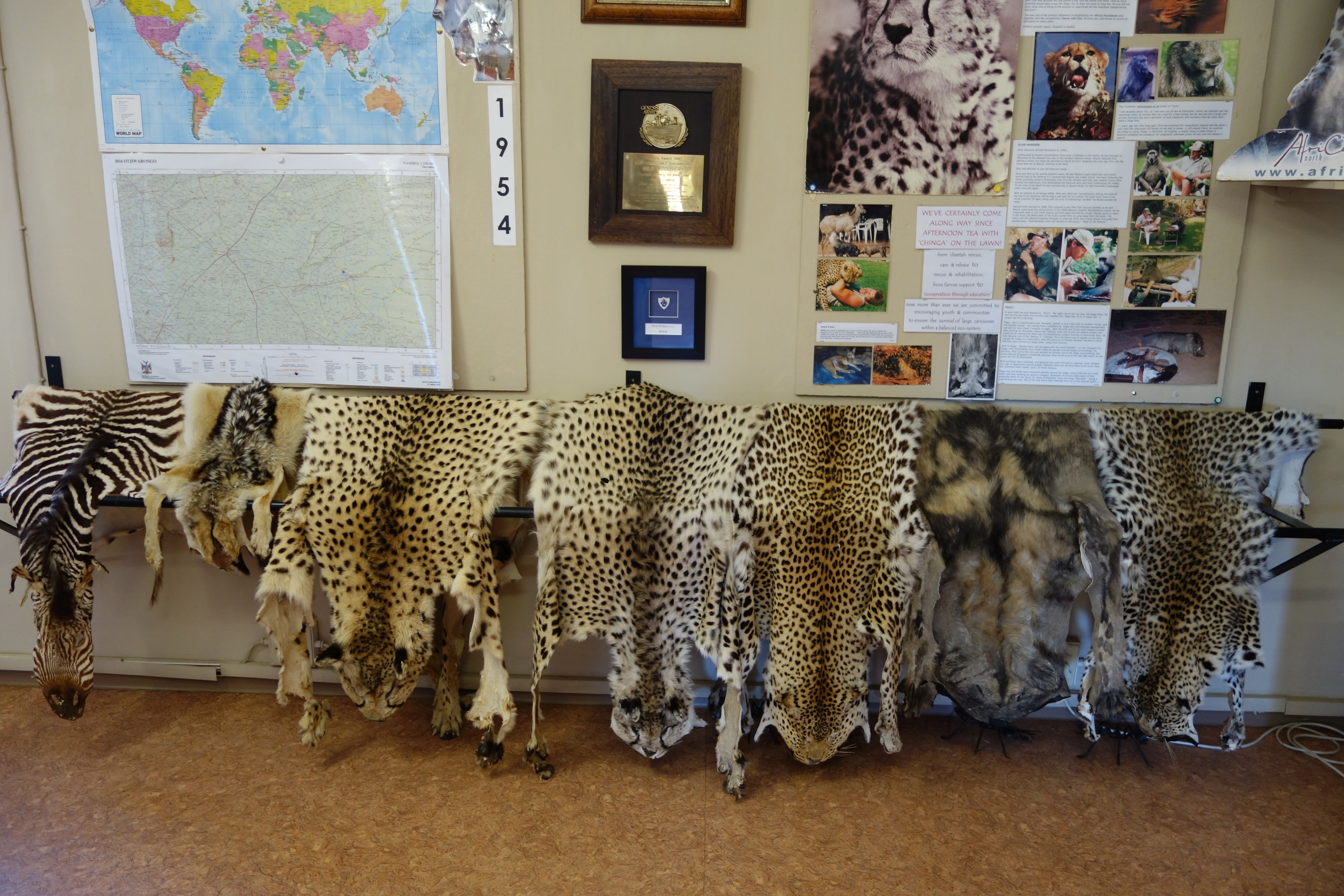
Felle in der AfriCat-Ausstellung bei Otjiwarongo

Die AfriCat-Stiftung (englisch AfriCat Foundation), gegründet 1992,  ist eine vom namibischen Ministerium für Umwelt und Tourismus anerkannte Non-Profit-Organisation, die sich um den Erhalt der afrikanischen Großkatzen, insbesondere von Geparden und Leoparden, bemüht. Ihr Sitz ist in Otjiwarongo.
Die Population dieser Großkatzen ist im Laufe der Zeit drastisch zurückgegangen. Schon lange vor der Kolonialisierung Afrikas sind die Raubtiere wegen ihres Fells oder aus reinem Jagdinteresse geschossen worden. Nach wie vor sind die Tiere durch Wilderei und Einengung ihrer Lebensräume gefährdet. In Namibia besteht die Gefahr insbesondere durch Farmer, die ihre Wildbestände bedroht sehen. Im Gegensatz zu Löwen, die in den Nationalparks geschützt sind, leben Leoparden und Geparden in Namibia in den weiten Flächen des Farmlands. Einige Farmer benutzen Käfigfallen, um sie zu fangen und im Käfig zu erschießen. Es gibt in Namibia kein Gesetz, das das Töten dieser Tiere verbietet. 
Zudem gibt es Jagdfarmen, die gegen Bezahlung das Schießen von Wildtieren anbieten. Dabei können nicht nur Antilopen und Zebras, sondern auch Großkatzen geschossen werden. Da diese jedoch sehr selten zu sehen sind, ist der Preis dafür wesentlich höher.
Ein weiteres Problem ergibt sich aus der Verbuschung weiter Landstriche, wodurch die Savannenlandschaft sich in eine Dornbuschlandschaft verändert. Speziell Geparden sind für ihre Hetzjagd jedoch auf weite Steppen angewiesen. Büsche hindern sie nicht nur daran, sondern bieten darüber hinaus zusätzlichen Unterschlupf für die Beutetiere.
Die Organisation bietet für die Farmer die Möglichkeit, die gefangenen Tiere abholen zu lassen. Sie werden dann auf dem Gelände von AfriCat gefüttert und versorgt. Teilweise werden die Katzen durch die Fallen stark verletzt und müssen ärztlich behandelt werden. Die Tiere werden nach der Versorgung entweder in einem sicheren Gebiet wieder freigelassen oder bleiben, sofern bleibende Schäden entstanden sind und das Tier nicht mehr selbst jagen kann, auf dem mehrere Quadratkilometer großen Gelände. Ebenso ist möglich, dass ein Muttertier erschossen worden ist und Jungtiere zurückbleiben, die die Jagd noch nicht erlernt haben. Auch diese Tiere hätten in freier Wildbahn keine Überlebenschance und verbleiben auf dem Gelände der Stiftung. 

## Okonjima
Die AfriCat-Stiftung bietet Touristen auf dem Farmgelände von Okonjima die Möglichkeit, einen Eindruck über ihre Arbeit zu gewinnen. So ist es möglich, bei den Fütterungen zuzuschauen oder die gefleckten Katzen auf dem Gelände zu beobachten. Okonjima ist gleichzeitig der größte Geldgeber der Stiftung.